# Socabaya (distrikt)
Socabaya (spanska: Distrito de Socabaya) är ett av de 29 distrikten som utgör provinsen Arequipa i departmentet Arequipa, i södra delen av Peru. Befolkningen i distriktet uppgår till 75 351 invånare enligt 2017 års folkräkning.

## Historik
Historien för distriktet Socabaya går tillbaka till tiden före Inkariket, tack vare arkeologiska fynd vid Maucallacta, Pillu och andra platser.
Redan innan Arequipa grundades hade spanjorer bosatt sig i dalen. De hade kommit som eskort för de första missionärerna och beslöt att stanna på platsen.
Dokument från kolonialtiden uppger att Francisco Pizarro gav ”Ayllu of Socabaya” som encomienda den 22 januari 1540 till kapten Diego Hernández, vilket inkluderade 170 invånare från denna ayllu.
Senare byggde katolska missionärer en imponerande kyrka i San Fernando som förstördes av jordbävningen 1582.
En ny kyrka byggdes i den nya staden San Fernando del Valle de Socabaya, av prästen och historikern Juan Domingo Zamácola y Jáuregui, och invigdes den 25 maj 1795, tillsammans med andra verk. Därför anges detta datum som distriktets födelse.

### Slaget vid Socabaya
Den 7 februari 1836, i Socabaya, på kullen Alto la Luna (Urb. La Campiña), ägde slaget vid Socabaya rum mellan general Felipe Santiago Salaverry som stred för ett självständigt Peru och den bolivianske marskalken Andrés de Santa Cruz som stred för en konfederation. Salaverry hade först segrad i slaget vid Uchumayo, men tre dagar senare blev han grundligt besegrad och kom också att arkebuseras på Plaza de Armas i Arequipa, den 18 februari samma år, trots ett löfte om att hans liv skulle skonas. Efter detta slag etablerades Peru-bolivianska konfederationen, som kom att bestå under tre år.